# Masatoshi Nagase
Masatoshi Nagase (永瀬 正敏?, Nagase Masatoshi; Miyazaki, 15 luglio 1966) è un attore e doppiatore giapponese, conosciuto particolarmente in occidente per aver recitato in Cold Fever di Friðrik Þór Friðriksson's e Mystery Train - Martedì notte a Memphis di Jim Jarmusch.

## Biografia
In patria, il suo ruolo più riconosciuto è quello di Mike Hama (Mike Hammer) in televisione. Nel 1992 ha vinto due premi ai Japanese Academy Awards, come "Miglior Attore di Supporto" e "Miglior Esordiente" per il film Musuco. Successivamente, è stato candidato senza aver vinto nulla per altre tre volte.
Dal 2004 al 2008 ha avuto una relazione con la pop star Mika Nakashima. I due si separarono definitivamente nella primavera del 2008.

## Filmografia parziale

### Cinema
- Shonben Rider, regia di Shinji Sômai (1983)
- Mystery Train - Martedì notte a Memphis, regia di Jim Jarmusch (1989)
- Bakayarou! 3: Henna yatsura, regia di Yasuo Hasegawa, Tsutomu Kashima, Naoto Yamakawa (1990)
- My Sons, regia di Yōji Yamada (1991)
- Qiūyuè, regia di Clara Law (1992)
- Tora-San Makes Excuses, regia di Yōji Yamada (1992)
- Original Sin, regia di Takashi Ishii (1992)
- The Most Terrible Time in My Life, regia di Kaizo Hayashi (1994)
- Outobai shoujo, regia di Morio Agata (1994)
- Cold Fever, regia di Fridrik Thor Fridriksson (1994)
- The Stairway to the Distant Past, regia di Kaizô Hayashi (1995)
- Flirt, regia di Hal Hartley (1995)
- Berlin, regia di Gô Rijû (1995)
- A Class to Remember 2, regia di Yōji Yamada (1996)
- Trap (1996)
- Niji o tsukamu otoko, regia di Yōji Yamada (1996)
- Ullie, regia di Yūji Sakamoto (1996)
- Abduction (1997)
- Beautiful Sunday, regia di Tetsuya Nakashima (1998)
- Three Businessmen, regia di Alex Cox (1998)
- Gojoe senki, regia di Gakuryû Ishii (2000)
- Party 7, regia di Katsuhito Ishii (2000)
- A Closing Day (2000)
- Electric Dragon 80.000 V, regia di Gakuryū Ishii (2001)
- Chloe (2001)
- Luxurious Bone, regia di Isao Yukisada (2001)
- Pistol Opera, regia di Seijun Suzuki (2001)
- Stereo Future, regia di Hiroyuki Nakano (2001)
- Suicide Club, regia di Sion Sono (2002)
- Il mare e l'amore, regia di Kei Kumai (2002)
- Dead End Run, regia di Gakuryū Ishii (2003)
- The Loved Gu (2004)
- Kakushi ken: oni no tsume, regia di Yōji Yamada (2004)
- Gina K, regia di Yoshimasa Fujie (2005)
- Ubume no natsu, regia di Akio Jissōji (2005)
- Sakuran (2006)
- Funuke domo, kanashimi no ai wo misero, regia di Daihachi Yoshida (2007)
- Le ricette della signora Toku, regia di Naomi Kawase (2015)
- Paterson, regia di Jim Jarmusch (2016)
- Hikari, regia di Naomi Kawase (2017)
- Daisuke Jigen, regia di Hajime Hashimoto (2023)

### Doppiaggio
- Miyuki (1983, doppiaggio nell'anime)